# X・A・O・C 〜ザオック〜
『X・A・O・C 〜ザオック〜』とは、USERJOY JAPANが提供しているオンラインゲーム。

## 沿革
2013年開始